# Fernando Fernández de Córdova y Mendoza
Frey Fernando Fernández de Córdova y Mendoza (m. Valladolid, 1550) fue uno de los personajes más influyentes del siglo XVI, clavero de la Orden de Calatrava, Presidente del Consejo de las Órdenes, gran humanista y mecenas de la primera mitad del siglo XVI, a él se debe la fundación de la Universidad de Almagro.
Su formación humanística y su sentido de mecenazgo se reflejó no sólo en el espíritu piadoso de sus fundaciones, sino también en ese ideal común en los hombres del Renacimiento de alcanzar la fama después de la muerte, a través de la obra de arte. Frey Fernando decidió fundar, con sus cuantiosos bienes, un monasterio en Almagro que fuese de la Orden de Predicadores de Santo Domingo, bajo la advocación de Nuestra Señora del Rosario.